# التاريخ القصير للطريق الطويل (فلم)
التاريخ القصير للطريق الطويل (بالإنجليزية: The Short History of the Long Road) هو فيلم دراما أمريكي إنتاج سنة 2019، من تأليف وإخراج آني سيمون كينيدي. من بطولة سابرينا كاربنتر، ستيفن سطين، داني تريخو، ماغي سيف وصدئ شويمر.

## القصة
تقرر نولا بعد قضائها لسنوات مع والدها أن تذهب في مغامرة لمدينة ألبركوكي نيو ميكسيكو من أجل العثور على والدتها التي لم تراها قط، ولكن سرعان ما تقابل رجل غامض وتتغير حياتها تدريجيًا.

## روابط خارجية
- التاريخ القصير للطريق الطويل على موقع IMDb (الإنجليزية)
- التاريخ القصير للطريق الطويل على موقع ميتاكريتيك (الإنجليزية)
- التاريخ القصير للطريق الطويل على موقع روتن توميتوز (الإنجليزية)
- التاريخ القصير للطريق الطويل على موقع ألو سيني (الفرنسية)
- التاريخ القصير للطريق الطويل على موقع أول موفي (الإنجليزية)
- التاريخ القصير للطريق الطويل على موقع قاعدة بيانات الفيلم (الإنجليزية)
- التاريخ القصير للطريق الطويل على موقع ليتربوكسد (الإنجليزية)
- التاريخ القصير للطريق الطويل على موقع كينوبويسك (الروسية)